# Chamaedorea ponderosa
Chamaedorea ponderosa är en enhjärtbladig växtart som beskrevs av Donald R. Hodel. Chamaedorea ponderosa ingår i släktet Chamaedorea och familjen Arecaceae.
Artens utbredningsområde är Panama. Inga underarter finns listade i Catalogue of Life.